# Der Barde
Der Barde (auch „Der Sänger“), op. 64 ist eine Sinfonische Dichtung für Orchester von Jean Sibelius aus dem Jahr 1913 und dauert knapp acht Minuten. Sibelius bezieht sich offiziell auf keine literarische Quelle, vermutlich aber doch auf ein Gedicht von Johan Ludvig Runeberg, in dem Leben und Tod eines „Barden“ (wandernder Sänger) beschrieben wird. Einer Solo-Harfe wird hier die prominente Obligato-Rolle zugewiesen. Das außerordentlich lyrische Stück ist eine Studie in musikalischem Impressionismus. Ansonsten gibt es nur eine fast kammermusikalische Instrumentierung. Die anfängliche verhaltene Gefühlstiefe gewinnt nur allmählich an melodischer Substanz, erreicht einen einzigen, strahlenden Höhepunkt und ebbt schnell wieder zurück zu einer düsteren Stimmung.